# Maymena ambita
Espèce
Synonymes
- Theridium ambitum  Barrows, 1940

Maymena ambita est une espèce d'araignées aranéomorphes de la famille des Mysmenidae.

## Distribution
Cette espèce est endémique des États-Unis. Elle se rencontre au Kentucky, au Tennessee et en Alabama.

## Description
Le mâle holotype mesure 1,25 mm.
Le mâle décrit par Gertsch en 1960 mesure 1,4 mm et la femelle 2 mm.

## Publication originale
- Barrows, 1940 : New and rare spiders from the Great Smoky Mountain National Park region. Ohio Journal of Science, vol. 40, no 3, p. 130-138 (texte intégral).